# Tetracera fagifolia
Tetracera fagifolia är en tvåhjärtbladig växtart som beskrevs av Carl Ludwig von Blume. Tetracera fagifolia ingår i släktet Tetracera och familjen Dilleniaceae. Utöver nominatformen finns också underarten T. f. borneensis.